# Acento circunflejo en francés

Las cinco vocales con un circunflejo en francés.

El acento circunflejo es uno de los cinco diacríticos utilizados en la lengua francesa. Se utiliza en las vocales a, e, i, o y u.
Tiene tres funciones principales:
- precisar la pronunciación de una a, de una e y de una o.
- señalar una letra que actualmente es muda, pero que en el pasado existía.
- Sirve, fortuitamente, de signo discriminante (es pues un diacrítico con sentido etimológico) permitiendo distinguir palabras homófonas.

En ciertos casos, el acento circunflejo no tiene una función lingüística específica.

## Primeros usos
El circunflejo apareció por primera vez en francés (incluso en la tipografía occidental) en el siglo XVI. Es el griego antiguo, tal como se tipografió en esa época (y aún ahora para lo esencial), el que le suministró este diacrítico, constituido simplemente de la reunión de un acento grave y un acento agudo (para la historia del acento circunflejo griego, ver Diacríticos del Alfabeto Griego). Parece que el anatomista y gramático Jacques Dubois, conocido como Sylvius, fue el primero en importar el circunflejo en el francés, aunque haya escrito en latín.
Varios gramáticos de este siglo han intentado darle al circunflejo un rol dentro de la ortografía de su lengua, rol que no necesariamente ha conservado. Hizo falta en efecto esperar hasta el siglo XVIII para que su uso fuese normado y se tornara cercano al que se le da hoy en día

### Jacobus Sylvius

Circonflexes de Sylvius

Sylvius hizo del circunflejo un indicador de diptongos gráficos (o falsos diptongos fausses diphtongues, ya que en el francés de su época los diptongos pronunciados ya no eran considerados). Sylvius señala sus motivaciones personales en su obra Iacobii Sylvii Ambiani In Linguam Gallicam Isagoge una, cum eiusdem Grammatica Latinogallica ex Hebraeis Graecis et Latinus authoribus ("Una introducción a la lengua gala [francesa] al igual que a su gramática a partir de autores hebreos, griegos y latinos", editada por Robert Estienne en 1531). Éste, es un estudio gramatical de la lengua francesa escrita en latín en el cual el autor se apoya principalmente en la comparación entre las lenguas antiguas y el francés, para explicar las particularidades de su propio idioma (en esta época, únicamente se concebía la idea de describir una lengua moderna en relación con los modelos griegos y latinos). Se puede leer, al inicio de la obra (10.ª página sin numeración), la lista de sus convenios tipográficos. El autor presente de manera breve el circunflejo, el mismo que será descrito en detalle más adelante:
- aî, eî, oî, oŷ, aû, eû, oû, diphthongorũ notæ, vt maî, pleîn, moî, moŷ, caûſe, fleûr, poûr, id eſt maius, plenus, mihi, mei, cauſa, flos, pro.
- Traducción: « aî, eî, oî, oŷ, aû, eû, oû, son las representaciones de los diptongos, como en maî, pleîn, moî, moŷ, caûse, fleûr, poûr, es decir, en latín, maius, plenus, mihi, mei, causa, flos, pro.»[1]

Sylvius es consciente que se trata en este caso, de una notación puramente gráfica, ya que reconoce únicamente diptongos, esos dígrafos tan solo llevan el nom (lo que sigue solamente concierne aî; página 8):
- Nanque [sic] aî Græcis propriam, Latinis quibuſdam poetis vſurpatam, non æ, ſeu ε cum Græcis: non aï diuiſas vocales cum poetis Latinis, ſed aî vna ſyllaba vtriuſque vocalis ſonum leniter exprimente, pronuntiamus [...].
- Traducción: "En efecto [Sylvius acaba de indicar que las vocales de los diptongos franceses rara vez se separan], para aî, diptongo propio del griego y tomado por algunos poetas latinos, nosotros no lo pronunciamos æ [es decir aé /ae/, como en latín] pero más bien ε [es decir è /ɛ/], como en griego: no es aï con las vocales separadas, como los poetas latinos, pero aî, en una sola sílaba, el sonido de cada vocal siendo ligeramente expresada."[2]

El acento circunflejo se opone, por el mismo grupo de letras, a la diéresis (situada también entre las dos vocales). El problema radica en que, y como lo señala Sylvius, solo se encuentran pocos casos para los cuales las letras de dichos grupos deben ser pronunciadas separadamente: traî (« je trais») ~ traï (« je trahis»), lo que es normal. El francés de esta época no conserva diptongos reales, los casos señaladas son más bien coalescencias, como para trahis, que no se distingue del resto como en el inglés try /traj/. Sylvius hace sin embargo, gran uso de las diéresis en la notación de sonidos griegos y latinos. Esta notación que opone los diptongos gráficos a los "diptongos" orales resulta sin embargo, artificial en el idioma francés. El acento circunflejo no se justifica, la diéresis es ampliamente suficiente para ciertas formas ambiguas (he ahí pues un ejemplo).

### Étienne Dolet
Étienne Dolet, en su Maniere de bien traduire d'une langue en aultre: d'aduantage de la punctuation de la langue Francoyse, plus des accents d'ycelle (1540), utiliza el circunflejo (escrito esta vez entre dos letras) para marcar tres metaplasmas:
1. La síncopa[3] (desaparición de una sílaba interna): lai^rra, pai^ra, urai^ment (vrai^ment), don^ra por laiſſera (laissera), paiera, uraiemẽt (vraiment), donnera. No se puede perder de vista que antes del siglo XIV, la e muda o e caduca escrita se pronunciaba en cualquier posición. Se decía entonces paiera [pɛəra] y no [pɛra]. Es a partir de esta época, sin embargo, que la e caduca comenzó a desaparecer en hiato, lo que atestan las formas sincopadas citadas por Dolet, que son ahora las únicas correctas (paiera pronunciado [pɛra], vraiment). Otros sincopes citados, sin embargo, no se mantuvieron (la vocal fue reintroducida posteriormente) y golpean al oído: lai^rra [lɛra] (ahora /lɛsəra/ o /lɛsra/), don^ra [dɔ̃ra] (ahora /dɔnəra/ o /dɔnra/).
2. La haplología (supresión de fonemas repetidos o cercanos). Dolet cita formas que, en la actualidad, no se utilizan más: au^ous (av^ous), n^auous (n^avous) por auez uous (avez-vous) y n'auez uous (n'avez-vous).
3. La contracción de una é seguida de una e caduca en femenino plural, posible en poesía, que da como resultado una é larga [eː] (recordemos que la e caduca en posición final de palabra fue pronunciada hasta el siglo XVII. Todas las formas que Dolet cita son las únicas consideradas normales actualmente (olvidando, claro está, la gran cantidad existente). Por ejemplo: pense^es [pɑ̃seː], ſuborne^es (suborne^es) por pensées [pɑ̃seə], ſubornées. Dolet precisa que es necesario abstenerse de escribir el acento agudo cuando se nota la contracción. Esta contracción se puede presentar en otras palabras: a^age [aːʒə] por aage [aaʒə] (âge).[4]

Dolet hace entonces del circunflejo, la marca de los fonemas suprimidos: en francés, esta es una de las principales funciones de este diacrítico en la actualidad. Sin embargo, en algunos ejemplos dados por Dolet, poco se utiliza tal artificio, salvo âge: en vraiment, la antigua e en hiato simplemente no se escribe, en los femeninos plurales como pensées, no se ha aportado ninguna modificación, verosímilmente para conservar las marcas flexivas, muy útiles en la lectura. Su testimonio ofrece un interés doble: por una parte para la historia de la tipografía, se considera importante para la fonética evolutiva del francés y permite saber que es en su época que la e caduca (y otras vocales) en hiato comenzaron a suprimirse.
Podemos dejar a Dolet concluir por sí mismo: Ce ſont les preceptions [préceptes], que tu garderas quant aux accents de la langue Francoyse. Leſquels auſsi obſerueront tous diligents Imprimeurs: car telles choſes enrichiſſent fort l'impreſsion, & demõſtrent [démontrent], que ne faiſons rien par ignorance.

## Modificación del timbre de las vocales
La presencia de un circunflejo sobre a, e y o denota en la mayoría de casos un cambio en la pronunciación:
- â → [ɑ] (/a/ velar o "posterior");
- ê → [ɛ] (/e/ abierta; equivalente de è o de e seguida por doble consonante);
- ô → [o] (/o/ cerrada; equivalente de o en posición final de sílaba o delante de s).

Esa es en ocasiones la única razón que justifica la presencia de un acento así dentro de una palabra, el mismo que desaparece en una derivación si la pronunciación cambia: infâme [ɛ̃fɑm] (per infamie [ɛ̃fami]), grâce [gʁɑs] (pero gracieux [gʁasjø]), fantôme [fɑ̃tom] (pero fantomatique [fɑ̃tɔmatik]). Aun así, ciertas irregularidades son notables: bêtise se pronuncia [betiz] con una /e/ cerrada, a pesar de la presencia de ê, la palabra habiendo sido directamente formada sobre bête [bɛt], sin respeto de la alternancia. Se escucharía *bétise.
En palabras tomadas del griego, se nota esporádicamente la presencia de un oméga (ω) dentro de la palabra cuando la o se pronuncia [o] (aunque oméga haya sido pronunciada [ɔ], es decir, /o/ prolongada abierta, en griego): diplôme (de δίπλωμα), cône (κῶνος). La regla carece de coherencia ya que podemos encontrar palabras de origen griego sin el circunflejo, como axiome (ἀξίωμα), que se pronuncia [aksjom]. Por el resto, si la palabra heredada del griego no conservó una [o], el acento no es utilizado: comédie [kɔmedi] (de κωμῳδία).
Además del cambio de timbre, la vocal es a veces prolongada (al menos para ciertos locutores). En numerosos acentos, las oposiciones de timbre entre los alófonos de los fonemas /a/, /e/ y /o/ no se respetan sistemáticamente y funcionan únicamente en  variante combinatoria. Ese es el caso, generalmente, en el sur de Francia, donde los locutores no oponen [ɛ] y [e] / [ɔ] y [o] en sílaba abierta, ciertamente no emplean el alófono [o]. Se pronunciará entonces dôme [dɔm] en lugar de [dom], por dar un ejemplo. Por otra parte, todos los locutores del francés están lejos de utilizar [ɑ]. Numerosos son aquellos que dirán entonces [am] en vez de [ɑm] en la palabra âme.

## Signo discriminativo
Mientras que, normalmente, es el acento grave el que sirve como signo discriminativo en francés (là-la~ où-ou~ çà-ça~à, a etc.), el circunflejo, por razones históricas, tomó un rol semejante. De hecho, los casos de homografías evitadas son casi explicadas por las razones mencionadas anteriormente: sería falso decir que en ciertas palabras es un signo discriminativo que se habría sumado como se hizo con el acento grave.
Esto permite sin embargo quitar las ambigüedades, lo que, en las palabras con u seguido de eu, le ha permitido ser conservado a veces. Se ha demostrado que los acentos circunflejos seguidos de antiguos diptongos eü monoptongaron en ëu [y] luego escritos u fueron eliminados salvo cuando se comprobó que eran útiles en caso de homografía, como para su- y no *sû- proveniente de seü/sëu.
Las parejas siguientes se deben anotar:
- sur –sûr(e)(s) (de seür/sëur): la homografía con el adjetivo sur(e), <<agrio>>, justifica el mantenimiento del acento en femenino y plural, el mismo que se conserva también en la derivados de sûreté;
- du – dû (de deü): como la homografía desaparece en las formas flexivas del participio pasado, tenemos dû pero du/due(s);
- mur – mûr(e)(s) (de meür): el mantenimiento del acento en todas las formas como en los derivados (mûrir, mûrissement) debe ser señalado;
- cru – crû(e)(s) (de creü): el mantenimiento del acento en todas las formas evita las confusiones con los alomorfos del adjetivo cru.
- chasse – châsse: así, el acento de châsse solamente indica la pronunciación velar de /a/. El hecho que exista un homógrafo parece secundario pero puede justificar el mantenimiento del circunflejo. El carácter discriminativo del acento aparece entonces concomitante a su rol fonético;
- vous dites (presente) – vous dîtes (pasado simple, deîstes después distes): el carácter discriminativo del circunflejo se debe al azar.
- Il parait (imperfecto de parer) – il paraît (presente de paraître procedente de paroist): acento discriminativo fortuito;
- En la palabra piqûre, el acento sirve para indicar, además que hay un diptongo antiguo ëu (se encuentra picqueure en la edición de 1694 del diccionario de la Academia), que la u no hace parte del dígrafo normal qu pero que es bien pronunciado.

## Casos notables
- La última vocal de un verbo en tercera persona del singular en subjuntivo imperfecto lleva siempre un acento circunflejo, por razones etimológicas: en francés antiguo (qu’il) chantast→(qu’il) chantât, (qu’il) conëust → (qu’il) connût; la presencia de este acento puede modificar completamente el sentido de una frase. Por ejemplo,
  - « Je rêvais d'une femme qui fût belle» (verbo en subjuntivo imperfecto)
  - Tiene un significado muy diferente de
  - « Je rêvais d'une femme qui fut belle» (verbo en pasado simple; este ejemplo se debe a Jacques Cellard);
  - el verbo haïr es uno de los que, en pasado simple el indicativo y en subjuntivo imperfecto no toma el circunflejo porque la vocal tiene diéresis: nous haïmes, vous haïtes, qu'il haït;
  - el acento circunflejo, mientras que marca un radical verbal, se mantiene por analogía, aunque la pronunciación de la vocal que lo lleva no lo justifica: je rêve (de je resve) [ʁɛv] pero rêver [ʁeve] (al contrario en Québec, se dice respectivamente /ʀɛːv/, /ʀɛːve/);
  - el mantenimiento de /s/ apoyada, enmudecida en la flexión del verbo être (de estre) se explica por su frecuencia de empleo: il est nunca llegó a ser *il êt;
  - la alternancia que siguen a los verbos de la familia de naître, plaire et paraître merecen ser señalados porque solo la tercera persona del singular en presente de indicativo llevan el acento: je / tu plais pero il plaît (de ploist). En otras formas, de hecho, no hay /s/ en posición apoyada.

## Ortografía de 1990
Conscientes de las grandes dificultades que representa el empleo del acento circunflejo y del número de incoherencias en su uso, los expertos representantes de las instancias francófonas competentes cargadas de poner simplificaciones de la ortografía oficial del francés propusieron en 1990 una serie de reformas ortográficas que se publicaron en el Journal officiel de la République française. El circunflejo se convierte en opcional sobre i e u salvo en los casos donde acarrea una ambigüedad (il croît ─ verbo croitre ─ conserva su circunflejo para diferenciarse de il croit ─ verbo croire).
Estas recomendaciones son poco aplicadas en Francia mientras que fueron ratificadas en Bélgica y Canadá por los Conseils de la langue française así como por el Conseil international de la langue française (para la francofonía). Desde el 2008, los programas oficiales de educación nacional francesa para la primera enseñanza se refieren a la ortografía revisada de 1990 como ortografía de referencia.

## Lista de palabras acentuadas
Las listas que a continuación enlistan las palabras que poseen acento circunflejo que figuran en la última edición de algunos diccionarios de uso frecuente como: Larousse, Robert, Hachette o Littré.
Algunos diccionarios enlistan los dobles grafismos pertenecientes a la recomendación de 1990 introducida parcialmente en su uso. Así el Littré admite la palabra "boite", pero no el Larousse. Por el contrario, el Littré no admite el grafismo "connaitre", mientras que esta procede de la misma recomendación de 1990.

### Acento sobre la “a”
| abâtardir       | bâfrer         | bleuâtre        | châtelain    | enchâsser        | gâte-sauce     | lâcher          | opiniâtrement | plâtras         | remâcher      |
| abâtardissement | bâillement     | brunâtre        | châtier      | entrebâillement  | gâteux/gâteuse | lâcheté         | opiniâtreté   | plâtre          | renâcler      |
| acariâtre       | bâiller        | câblage         | châtiment    | entrebâiller     | gâtisme        | lâcheur/euse    | pâle          | plâtrer         | replâtrage    |
| âcre            | bâilleur/se    | câble           | châtrer      | êta              | grâce          | mâche           | pâleur        | plâtres         | replâtrer     |
| âcreté          | bâillon        | câbleau         | crâne        | fâché/ée         | grisâtre       | mâchefer        | pâlichon/onne | plâtreux/treuse | rosâtre       |
| âge             | bâillonnement  | câbler          | crânement    | fâcher           | hâbler         | mâcher          | pâlir         | plâtrier        | rougeâtre     |
| âgé/ée          | bâillonner     | câblerie        | crâner       | fâcher (se)      | hâblerie       | mâchicoulis     | pâlot/otte    | rabâchage       | roussâtre     |
| albâtre         | bât            | câbleur/euse    | crâneur/euse | fâcherie         | hâbleur/euse   | mâchoire        | pâmer (se)    | rabâcher        | saumâtre      |
| âme             | bâtard         | câblier         | crânien/enne | fâcheusement     | hâle           | mâchonnement    | pâmoison      | rabâcheur/euse  | tâche         |
| âne             | bâtard/de      | câblo-opérateur | débâcher     | fâcheux/euse     | hâlé/ée        | mâchonner       | pâque         | râble           | tâcher        |
| ânesse          | bâtarde        | câblot          | débâcle      | flâner           | hâler          | mâchouiller     | pâquerette    | râblé/e         | tâcheron      |
| ânier           | bâtardise      | câlin/ne        | dégât        | flânerie         | hâte           | mâle            | Pâques        | râle            | tâter         |
| ânier/ère       | bâté/ée        | câliner         | démâter      | flâneur/flâneuse | hâter          | mânes           | pâte          | râler           | tâte-vin      |
| ânonnement      | bâter          | câlinerie       | déplâtrage   | folâtre          | hâtif          | marâtre         | pâté          | râleur/euse     | tâtonnement   |
| ânonner         | bâti           | câpre           | déplâtrer    | folâtrer         | hâtivement     | mât             | pâtée         | râpe            | tâtonner      |
| appât           | bâtiment       | câprier         | désenchâsser | gâchage          | hâve           | mâtin           | pâteux/euse   | râpé/ée         | tâtons (à)    |
| appâter         | bâtir          | carton-pâte     | deux-mâts    | gâche            | idolâtre       | mâtin/mâtine    | pâtir         | râper           | théâtral/e    |
| âpre            | bâtisse        | châle           | disgrâce     | gâcher           | idolâtrer      | mâtiné(e)       | pâtisserie    | râpeux/euse     | théâtralement |
| âprement        | bâtisseur/euse | châlit          | dos-d'âne    | gâchette         | idolâtrie      | mâture          | pâtissier     | râteau          | théâtraliser  |
| âpreté          | bâton          | châsse          | douceâtre    | gâcheur/gâcheuse | infâme         | Moyen Âge       | pâtissière    | râteler         | théâtre       |
| âtre            | bâtonnet       | châssis         | embâcle      | gâchis           | jaunâtre       | moyenâgeux/euse | pâtisson      | râtelier        | trois-mâts    |
| bâbord          | bâtonnier      | châtaigne       | empâté/ée    | gâté/ée          | lâchage        | mulâtre/tresse  | pâtre         | rebâtir         | verdâtre      |
| bâche           | bellâtre       | châtaigneraie   | empâtement   | gâteau           | lâche          | multitâche      | pâturage      | relâche         | violâtre      |
| bâcher          | blâmable       | châtaignier     | empâter      | gâte-bois        | lâche          | noirâtre        | pâture        | relâché/ée      |               |
| bâclage         | blâme          | châtain         | emplâtre     | gâter            | lâchement      | olivâtre        | pâturer       | relâchement     |               |
| bâcler          | blâmer         | château         | enchâssement | gâterie          | lâcher         | opiniâtre       | plâtrage      | relâcher        |               |

### Acento sobre la “e”
| abêtir       | bêler         | conquête       | désentêtée     | enchevêtrure         | fêtard/e      | guêtre         | peut-être       | protêt       | serre-tête    |
| abêtissant   | benêt         | contre-enquête | désentêtement  | enquête              | fête          | hêtre          | pimbêche        | quête        | sous-vêtement |
| abêtissante  | benêt/e       | crêpage        | désentêter     | enquêter             | Fête-Dieu     | honnête        | poêle           | quêter       | suprême       |
| abêtissement | bêta          | crêpe          | déshonnête     | enquêteur/euse/trice | fêter         | honnêtement    | poêle           | quêteur/euse | suprêmement   |
| acquêt       | bêta/asse     | crêpe          | déshonnêtement | entêtant/e           | forêt         | honnêteté      | poêlée          | rêche        | survêtement   |
| alêne        | bête          | crêper         | déshonnêteté   | en-tête              | forêt-galerie | intérêt        | poêler          | reconquête   | tempête       |
| ancêtre      | bêtement      | crêperie       | désintérêt     | entêté/e             | forêt-noire   | malhonnête     | poêlon          | rêne         | tempêter      |
| apprêt       | bêtifiant/e   | crêpier        | dévêtir        | entêtement           | frêle         | malhonnêtement | pont-l'évêque   | repêchage    | têt           |
| apprêtage    | bêtifier      | crêpière       | dzêta          | entêter              | frênaie       | malhonnêteté   | porte-fenêtre   | repêcher     | têtard        |
| apprêter     | bêtise        | crête          | écrêtement     | entremêler           | frêne         | marin-pêcheur  | prêche          | requête      | tête          |
| appui-tête   | bêtisier      | démêlage       | écrêter        | étêtage              | garde-pêche   | martin-pêcheur | prêcher         | rêvasser     | tête-à-queue  |
| archevêché   | bien-être     | démêlant/te    | embêtant/te    | étêtement            | gênant/e      | mêlée          | prêcheur/cheuse | rêvasserie   | tête-à-tête   |
| archevêque   | blême         | démêlé         | embêtement     | étêter               | gêne          | mêler          | prêchi-prêcha   | rêve         | tête-bêche    |
| arête        | blêmir        | démêlement     | embêter        | être                 | gêner         | même           | prêle           | rêvé/ée      | tête-de-nègre |
| arêtier      | blêmissant/te | démêler        | embêter (s')   | être                 | genêt         | mi-carême      | prêt            | revêche      | têtière       |
| arrêt        | blêmissement  | démêloir       | emmêlement     | eurêka               | gêneur/se     | mieux-être     | prêt/prête      | rêver        | têtu/e        |
| arrêté       | carême        | dépêche        | emmêler        | évêque               | grêle         | pêche          | prêt-à-porter   | revêtement   | trêve         |
| arrêter      | casse-tête    | dépêcher       | empêché/ée     | extrême              | grêle         | pêché          | prêté/ée        | revêtir      | tue-tête (à)  |
| baptême      | champêtre     | dépêcher (se)  | empêchement    | extrêmement          | grêlé/ée      | pêcher         | prête-nom       | rêveur       | vêlage        |
| bêchage      | chênaie       | dépêtrer       | empêcher       | extrême-onction      | grêler        | pêcher         | prêter          | rêveusement  | vêlement      |
| bêche        | chêne         | dépêtrer (se)  | empêcheur/euse | extrême-oriental/ale | grêlon        | pêcherie       | prêteur/euse    | saisie-arrêt | vêler         |
| bêcher       | chêne-liège   | désempêcher    | empêtrer       | fêlé/ée              | guêpe         | pêcheur/euse   | prêtre          | salpêtre     | vêpres        |
| bêcheur/euse | chevêche      | désempêtrer    | enchevêtrement | fêler                | guêpier       | pêle-mêle      | prêtresse       | sang-mêlé    | vêtement      |
| bêlement     | chrême        | désentêté      | enchevêtrer    | fenêtre              | guêpière      | pêne           | prêtrise        | sans-gêne    | vêtir         |

### Acento sobre la “i”
| abîme       | boîton          | déchaîné/ée     | dînette      | entraîner       | gîte            | maître-assistant | minichaîne        | reconnaître     | traînailler    |
| abîmé       | chaîne          | déchaînement    | dîneur/euse  | entraîneur/euse | gîter           | maître-autel     | naître            | remboîter       | traînant/te    |
| abîmée      | chaînette       | déchaîner       | disparaître  | entraîneuse     | huître          | maître-chien     | noroît            | renaître        | traînard       |
| abîmer      | chaînon         | décroître       | emboîtage    | épître          | île             | maître-couple    | ouvre-boîte       | renfaîtage      | traînasser     |
| accroître   | cloître         | défraîchi/ie    | emboîtement  | faîtage         | îlien           | maître-cylindre  | ouvre-boîtes      | renfaîté        | traîne         |
| aîné        | cloîtrer        | défraîchir      | emboîter     | faîte           | îlienne         | maître-nageur    | paraître          | renfaîtée       | traîneau       |
| aînesse     | comparaître     | désemboîter     | enchaînement | faîteau         | îlot            | maître-penseur   | petit-maître      | renfaîter       | traînée        |
| apparaître  | connaître       | désenchaîner    | enchaîner    | faîtière        | îlotage         | maîtresse        | presqu'île        | repaître        | traîner        |
| bélître     | contremaître    | désengaîner     | enfaîteament | fraîche         | îlotier         | maîtrisable      | puîné/ée          | sous-maître     | traîne-savates |
| benoît/e    | contremaîtresse | dîme            | enfaîteau    | fraîchement     | laîche          | maîtrise         | quartier-maître   | surcroît        | traître/esse   |
| benoîtement | croître         | dîner           | enfaîter     | fraîcheur       | maître          | maîtriser        | rafraîchir        | surentraîné/ée  | traîtreusement |
| boîte       | déboîtement     | dîner           | entraînant/e | fraîchir        | maître/tresse   | maraîcher/chère  | rafraîchissant/te | surentraînement | traîtrise      |
| boîtier     | déboîter        | dîner-spectacle | entraînement | gîte            | maître-à-danser | méconnaître      | rafraîchissement  | traînage        | transparaître  |

### Acento sobre la “o”
| à-côté    | bômé/ée         | côte           | diplôme       | entrepôt           | hôtellerie     | nôtre     | prôse       | rôtisserie     | trinôme |
| alcôve    | chômage         | côté           | diplômé/ée    | fantôme            | hôtesse        | nôtres    | ptôse       | rôtisseur/euse | trône   |
| allô      | chômé/ée        | côtelé/ée      | dôme          | frôlement          | hôtesse        | ôté/ée    | pylône      | rôtissoire     | trôner  |
| apôtre    | chômer          | côtelette      | drôle         | frôler             | icône          | ôter      | rhô         | sitôt          | ventôse |
| arôme     | chômeur/euse    | côtier/ière    | drôlement     | garde-côte         | impôt          | patenôtre | rôder       | suppôt         | vôtre   |
| aumône    | clôture         | côtoiement     | drôlerie      | geôle              | incontrôlable  | Pentecôte | rôdeur/euse | symptôme       | vôtres  |
| aumônerie | clôturer        | côtoyer        | enjôlement    | geôlier            | incontrôlé/ée  | plutôt    | rôle        | tantôt         |         |
| aumônier  | côlon           | dépôt          | enjôler       | geôlière           | mi-côte (à)    | pluviôse  | rôle-titre  | tôlard         |         |
| aussitôt  | cône            | dépôt-vente    | enjôleur/euse | gnôle              | môle           | pôle      | rôt         | tôle           |         |
| bas-côté  | contrôlable     | désembâtonné/e | enrôlé        | hôpital            | môme           | polynôme  | rôti        | tôlerie        |         |
| bientôt   | contrôle        | désenrôlement  | enrôlement    | hôte               | monôme         | prévôt    | rôtie       | tôlier/ière    |         |
| binôme    | contrôler       | désenrôler     | enrôler       | hôtel              | navire-hôpital | prévôté   | rôtir       | tôllier        |         |
| bôme      | contrôleur/euse | détrôner       | entrecôte     | hôtelier/hôtelière | nivôse         | prôner    | rôtissage   | tôt            |         |

### Acento sobre la “u”
| affût        | assidûment          | brûleur    | bûcheur/euse | dégoûtant/te    | encroûté/ée  | fût              | jeûner           | mûrisserie   | sûr/e     |
| affûtage     | avant-goût          | brûlis     | casse-croûte | dégoûté/ée      | encroûtement | goulûment        | jeûneur/jeûneuse | piqûre       | surcoût   |
| affûté/ée    | barrage-voûte       | brûloir    | continûment  | dégoûter        | encroûter    | goût             | moût             | ragoût       | sûrement  |
| affûter      | brûlage             | brûlot     | coût         | désencroûtement | envoûtant/e  | goûter           | mûr              | ragoûtant/te | sûreté    |
| affûteur     | brûlant/te          | brûlure    | coûtant      | désencroûter    | envoûtement  | goûter           | mûre             | soûl         | surpiqûre |
| affûteuse    | brûlé               | bûche      | coûter       | désenvoûter     | envoûter     | goûteur          | mûrement         | soûl(e)      | voûtain   |
| affûtiaux    | brûlé/ée            | bûcher     | coûteux/euse | dessoûler       | envoûteur    | goûteuse         | mûrier           | soûlant/te   | voûte     |
| août         | brûle-parfum        | bûcher     | croûte       | dû              | envoûteuse   | goûteux/goûteuse | mûrir            | soûlaud      | voûté/ée  |
| aoûtat       | brûle-pourpoint (à) | bûcheron   | croûton      | dû/due          | flûte        | incongrûment     | mûrissage        | soûler       | voûter    |
| aoûtien/enne | brûler              | bûcheronne | crûment      | dûment          | flûtiau      | indûment         | mûrissant        | soûlerie     |           |
| arrière-goût | brûlerie            | bûchette   | dégoût       | embûche         | flûtiste     | jeûne            | mûrissement      | soûlot       |           |

## Atenuación de una letra
En numerosos casos, un acento circunflejo indica que la palabra contenía una letra desaparecida debido a la desaparición de un fonema con el tiempo.

### Desaparición de unasantigua
Este es el fonema más conocido. La mayoría de casos provienen de una /s/ sostenida, es decir delante de una consonante. La /s/ delante de una consonante atenuada en el siglo XI alrededor del año 1066, debido a un cambio fonético (y al cierre permanente de la vocal /o/), cerrado después del siglo XIII. Sin embargo los neologismos posteriores, pudieron introducir en el léxico francés nuevas palabras que contenían una /s/ sostenida. Como se observa la situación es compleja.
Si bien la grafía guarda la presencia de /s/, no es hasta al XVII siglo (ediciones de 1740 del Diccionario de la Academia Francesa) donde al eliminar y notar la desaparición se empleó el recurso sistemático del acento circunflejo, el cual, es el más preciso en la pronunciación de ciertas vocales que lo contengan, como la o
Sin embargo en el siglo XVII, algunas tentativas de modificación de la grafía habían surgido, sin gran éxito. Pierre Corneille, a quien se le debe también la oposición entre é y è utilizada en textos de forma antigua de la letra s, ſ, para indicar la atenuación de una s, alargando la vocal precedida y suprimiendo la s sorda. El indica los ejemplos siguientes como aviso a los lectores del Teatro de P. Corneille, revisado y corregido por el autor (1664):
- S pronunciada: peste, funeste, chaste, resiste, espoir
- S sostenida, seguida de la caída de una vocal alargada: tempeſte, haſte, teſte
- S sorda, sin incidencia en la palabra (estos se escribían en la época con una s antes de la primera é): vous étes, il étoit [= était], éblouir, écouter, épargner, arréter (pero arreſte!, con una /e/ larga, este verbo es conocido como una alteración).

La formación de palabras o recientes estudios de radicales en los que una /s/ sostenida lleva a familias de palabras a utilizarla, o no, el circunflejo, de acuerdo con la /s/ es pronunciada (en palabras formadas o tomadas de otros idiomas después de 1066, que no tienen ninguna atenuación de una /s/ sostenida, en los cuales este fenómeno no tiene cabida) o no (arcaísmos). Sin embargo en algunos arcaísmos la /s/ sostenida es necesariamente atenuada, no era corregida en la grafía pero era remplazada por la influencia de una palabra cercana. Por la influencia de la grafía en la pronunciación pudo haber sido escuchada de nuevo.
Ejemplos de palabras con radical proveniente del latín:
- feste (primera aparición: 1080) → fête pero:
  - festín: aparece en el siglo XVI viene del italiano festino, donde se mantiene la /s/.
  - festoyer (1170s), pronunciada fétoyer hasta el fin del siglo XIX (escrito con o sin s), época en la cual la /s/ fue restaurada por la grafía después en su pronunciación como una analogía con festín,
  - festivité: palabra tomada del latín festivitas en el siglo XIX, lo que explica el mantenimiento de la /s/ sostenida
  - festival: palabra tomada del inglés festival en el siglo XIX, donde se mantiene la /s/ es sostenida.

- Teste (1050s) → tête pero:
  - test (finales del siglo XVII): tomada del inglés, donde se mantiene la /s/.

- Fenestre (1135s) → fenêtre pero:
  - défenestrer (segunda mitad del siglo XX): la formación tardía indica que al mantener la /s/ la palabra era aspirada por el radical del latín fenestra.

- Castel (fin du Xe siècle) → château pero:
  - Castel en algunos nombres toponímicos (Castelnaudary, Castelnau, Casteljau). Estos toponímicos de origen occitano no sobrevivieron la misma evolución de palabras de lenguas romanas, a pesar de venir de una familia diacrónica.

- Ospital (1170s) → hôtel/hôpital pero:
  - hospitaliser (principios del siglo XIX): de la formación tardía a partir de diacronías donde se mantiene la /s/ sostenida.
  - hospitalité

También:
- mesme → même (del latín popular: meïsme),
- bastir → bâtir (pero bastide, de origen occitano);
- Benoist → Benoît
- beste → bête
- conqueste → conquête
- coste → côte
- creistre → croître
- forest → forêt
- isle → île
- ostel → hôtel
- pasle → pâle
- Pasques → Pâques
- Pentecoste → Pentecôte, etc

Conviene notar que en numerosos casos tomados del idioma normando (y empleados más tarde al francés), una /s/ delante de una consonante sorda se pronuncia, de forma contraria a la diacronía francesa: forest - forêt, feast - fête, beast -bête, hospital - hôpital, etc. En efecto, estas palabras son aportes de Inglaterra debido a las conquistas de Guillermo el Conquistador (batalla de Hastings, 1066) una época donde todavía se pronunciaba en francés. El inglés no tenía atenuación, se mantenía la consonante. Por el contrario, la s delante de una consonante sonora es atenuada en los dos idiomas: isle [aɪɫ] ~ île época de Hastings, ya era sorda en francés (o normando). La secuencia de la /s/+ consonante sonora (denotado por G) evolucionó más rápido que la secuencia de la /s/ +consonante sorda (denotado por K):
- /s/+/G/ → /zG/ → /G/ (antes de 1066);
- /s/+/K/ → /K/ (después de 1066).

### Desaparición de otras letras
Otra s, de otras letras atenuadas es representada por un acento circunflejo. Este es el caso de las vocales en hiato donde la primera no se pronuncia o se contraía como las siguientes:
- aage → âge;
- baailler → bâiller;
- saoul → soûl (las dos formas ortográficas son admitidas)

El caso es frecuente en las palabras où – u viene desde diptongos antiguos medievales ëu / ey (la diéresis no se escribe originalmente) que se pronuncian /y/ pero se escribe de una manera conservadora eu. A fines del siglo XVIII debido a que la grafía duda entre ëu (la diéresis sirve también a marcar una sílaba sorda), eu o û, fijada en û:
- deu → dû (de devoir);
- meu → mû (de mouvoir);
- creu → crû (de croître);
- seur → sûr;
- cruement → crûment;
- meur → mûr.

Ciertas formas han sido tratadas, hoy en día no se pronuncian: seü → sû → su (de savoir) ou peu → pû → pu. Para los verbos, en virtud a analogía, los pasados participios en –u tienen acento solamente para evitar posibles homografías (véase más adelante)
En el caso de la palabra dîme, el acento circunflejo proviene de la atenuación de una x:
dixme → dîme: la 4.ª edición del Diccionario de la Academia francesa (1762) denota que « se pronuncia la x solamente cuando sirva para alargar la primera sílaba» La edición siguiente (1798) adoptara la grafía dîme.